# Västgötalagens lagmanslängd
Västergötlands medeltida lagmanslängd finns bevarad i handskrift KB B 59, som innehåller Äldre Västgötalagen och en rad texter av stort historiskt intresse. Handskriften är skriven under 1280-talet och förvaras nu i Kungliga biblioteket. I handskriften, som tillhört den s.k. Vidhemsprästen, finns tre tillägg från omkring 1240: en kungalängd, en längd över biskoparna i Skara stift och en lagmanslängd över Västergötland.
Längden redovisar namn och andra uppgifter på de 19 första lagmännen i Västergötland. Längdens källvärde är omtvistat då källorna till Vidhemsprästens bok är helt okända.
Längden består av följande:
1. Den första var Lumber och efter honom kallas (västgöta)lagen Lums lag, därför att han tänkte ut och utformade största delen av lagen. Lumber vad född i Vånga, Skånings härad, "oc þær liggær han i enom colle fore þy at han var heðþen" (och där ligger han i en kulle för att han var hedning).
2. Inte heller lagman nummer två, Björn "kialki" var kristen. Han var från Mellby i Kållands härad och låg enligt Vidhemsprästens bok begravd i en kulle som kyrkans klockstapel var byggd på.
3. Om den tredje västgötalagmannen, Tore "ræfwær", kan längden berätta endast att han var från Gökhem.
4. Den fjärde var Alle, kallad Kring-Alle för att han var "vrångvis". Han var från Länghem i Kinds härad.
5. Den femte var Tubbe stallare som var lagman "en kort tid" och betecknas som "grym och vrångvis den stund han var".
6. Den sjätte var Önd från Essunga.
7. Den sjunde var Ulvar från Trälje i Kinne härad. Byn är numera delad mellan Husaby och Skälvums socknar i Norrträlje och Sunnträlje.
8. Den åttonde var Thyrner från "Wplandum", d.v.s. det område vid Kinnekulle som sedermera delades upp i Väster-, Medel- och Österplana.
9. Den nionde var hans son Ulvar.
10. Den tionde var Asser från "Hæru" (oidentifierad ort, möjligen Härja i Vartofta härad).
11. Den elfte var Karl av Edsvära, vars släkt därefter blev lagmän i tre generationer. Karls sonsons son Algot Sigtryggson efterträddes som västgötalagman av Eskil Magnusson (Bjälboätten).
12. Algot Karlsson, son till Karl av Edsvära.
13. Önd från Grolanda
14. Nagle, bror till Önd
15. Sigtrygg Algotsson, son till Algot Karlsson
16. Algot Sigtryggsson
17. Eskil Magnusson (Bjälboätten) (1170–1227), bror till Birger jarl.
18. Gustav
19. Folke